# Nature Materials

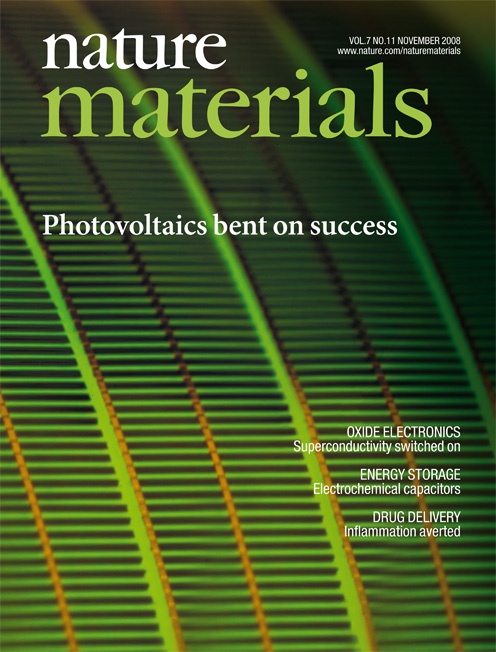
Copertina della rivista (Novembre 2008)

Nature Materials è un giornale scientifico a Revisione paritaria pubblicato da Nature Publishing Group. 
Fu lanciato a settembre 2002.
Le aree di ricerca del giornale sono:
- Ingegneria e materiali strutturali (metalli, leghe, ceramiche, compositi)
- Materiali organici (vetri, colloidi, cristalli liquidi, polimeri)
- Materiali biomedici e biomolecolari
- Materiali fotoni, ottici e optoelettronici
- Materiali magnetici
- Materiali per l'elettronica
- Materiali superconduttivi
- Materiali di separazione e catalitici
- Materiali per l'energia
- Materiali a nanoscala e processi
- Teoria dei materiali e modellazione, calcolo
- Pellicole sottili e superfici
- Progettazione, sintesi, tecnica di caratterizzazione e elaborazione